# Robert Foth
Robert James Foth, född 3 juli 1958 i Buffalo, New York, är en amerikansk före detta sportskytt.
Foth blev olympisk silvermedaljör i gevär vid sommarspelen 1992 i Barcelona.